# 樟湖蛇王庙
樟湖蛇王庙，位于中国福建省南平市延平区樟湖镇中坂街，明代始建，1992年因水库建设迁至现址。大殿为单檐歇山顶，穿斗式木构架，减柱造，面阔三间。前轩廊做工精巧。建筑结构别具特色。2005年5月11日公布为第六批福建省文物保护单位。